# Tyronne Ebuehi
Tyronne Efe Ebuehi (Haarlem, 16 december 1995) is een Nigeriaans-Nederlands voetballer die doorgaans speelt als rechtsback. In juli 2022 verruilde hij Benfica voor Empoli. Ebuehi maakte in 2017 zijn debuut in het Nigeriaans voetbalelftal.

## Clubcarrière
Ebuehi speelde in de jeugd van DSOV, SV Hoofddorp, VV Young Boys en HFC EDO en stapte later naar de opleiding van profclub ADO Den Haag. In de zomer van 2014 tekende de verdediger zijn eerste profcontract. Ook werd hij overgeheveld naar de eerste selectie. Op 10 augustus debuteerde Ebuehi in de Eredivisie, tijdens het duel met Feyenoord. Een aantal minuten voor rust viel hij in voor de geblesseerd afgehaakte Roland Alberg. In het seizoen 2016/17 had hij vrijwel het gehele seizoen een basisplaats en ook kwam hij voor het eerst tot scoren. Voor aanvang van de nieuwe jaargang kreeg hij hierop rugnummer 2 toegewezen.
Medio 2018 stapte Ebuehi transfervrij over naar Benfica. De vleugelverdediger had een aflopend contract bij ADO en tekende een vijfjarig contract in Lissabon. Na twee seizoenen zonder speelminuten in het eerste elftal van de Portugese club werd hij op huurbasis overgenomen door FC Twente. Bij Twente speelde hij onder trainer Ron Jans in seizoen 2020/21 vrijwel alle wedstrijden. Na zijn terugkeer uit Enschede werd Ebuehi direct opnieuw verhuurd door Benfica; ditmaal nam Venezia de rechtsback op huurbasis over. Bij Venezia speelde hij mee in negentien competitiewedstrijden en de club werd laatste. Hij bleef echter toch in de Serie A spelen, doordat Empoli de rechtsback transfervrij overnam en voor drie jaar contracteerde.

## Clubstatistieken
| Seizoen | Club         | Competitie    | Competitie | Competitie | Beker | Beker | Internationaal | Internationaal | Totaal | Totaal |
| Seizoen | Club         | Competitie    | Wed.       | Dlp.       | Wed.  | Dlp.  | Wed.           | Dlp.           | Wed.   | Dlp.   |
| ------- | ------------ | ------------- | ---------- | ---------- | ----- | ----- | -------------- | -------------- | ------ | ------ |
| 2014/15 | ADO Den Haag | Eredivisie    | 7          | 0          | 0     | 0     | —              | —              | 7      | 0      |
| 2015/16 | ADO Den Haag | Eredivisie    | 14         | 0          | 1     | 0     | —              | —              | 15     | 0      |
| 2016/17 | ADO Den Haag | Eredivisie    | 29         | 1          | 2     | 0     | —              | —              | 31     | 1      |
| 2017/18 | ADO Den Haag | Eredivisie    | 28         | 0          | 1     | 0     | —              | —              | 29     | 0      |
| 2018/19 | Benfica      | Primeira Liga | 0          | 0          | 0     | 0     | 0              | 0              | 0      | 0      |
| 2019/20 | Benfica      | Primeira Liga | 0          | 0          | 0     | 0     | 0              | 0              | 0      | 0      |
| 2020/21 | → FC Twente  | Eredivisie    | 33         | 1          | 1     | 0     | —              | —              | 34     | 1      |
| 2021/22 | → Venezia    | Serie A       | 19         | 0          | 1     | 0     | —              | —              | 20     | 0      |
| 2022/23 | Empoli       | Serie A       | 26         | 2          | 0     | 0     | —              | —              | 26     | 2      |
| 2023/24 | Empoli       | Serie A       | 15         | 0          | 1     | 0     | —              | —              | 16     | 0      |
| Totaal  | Totaal       | Totaal        | 171        | 4          | 7     | 0     | 0              | 0              | 178    | 4      |

Bijgewerkt op 18 juli 2024.

## Interlandcarrière
Ebuehi maakte zijn debuut in het Nigeriaans voetbalelftal op 14 november 2017, toen met 2–4 gewonnen werd van Argentinië. Éver Banega en Sergio Agüero zetten Argentinië nog op voorsprong, maar door treffers van Kelechi Iheanacho, Alex Iwobi (tweemaal) en Brian Idowu won Nigeria. De verdediger moest van bondscoach Gernot Rohr als wisselspeler aan het duel beginnen en hij viel in de rust in voor Shehu Abdullahi. De andere debutanten dit duel waren Francis Uzoho (Deportivo La Coruña) en Idowu (Amkar Perm). Ebuehi werd in juni 2018 door Rohr opgenomen in de selectie van Nigeria voor het wereldkampioenschap in Rusland. In de groepsfase van het eindtoernooi werd met 2–0 verloren van Kroatië, 2–0 gewonnen van IJsland en 1–2 verloren van Argentinië, waarmee Nigeria uitgeschakeld werd in de groepsfase. Ebuehi speelde slechts tegen IJsland mee, als invaller.
| Interlands van Tyronne Ebuehi voor Nigeria | Interlands van Tyronne Ebuehi voor Nigeria | Interlands van Tyronne Ebuehi voor Nigeria | Interlands van Tyronne Ebuehi voor Nigeria | Interlands van Tyronne Ebuehi voor Nigeria | Interlands van Tyronne Ebuehi voor Nigeria | Interlands van Tyronne Ebuehi voor Nigeria |
| №                                          | Datum                                      | Wedstrijd                                  | Uitslag                                    | Competitie                                 | Goals                                      |                                            |
| Als speler bij ADO Den Haag                | Als speler bij ADO Den Haag                | Als speler bij ADO Den Haag                | Als speler bij ADO Den Haag                | Als speler bij ADO Den Haag                | Als speler bij ADO Den Haag                | Als speler bij ADO Den Haag                |
| ------------------------------------------ | ------------------------------------------ | ------------------------------------------ | ------------------------------------------ | ------------------------------------------ | ------------------------------------------ | ------------------------------------------ |
| 1                                          | 14 november 2017                           | Argentinië – Nigeria                       | 2 – 4                                      | Vriendschappelijk                          |                                            |                                            |
| 2                                          | 23 maart 2018                              | Polen – Nigeria                            | 0 – 1                                      | Vriendschappelijk                          |                                            |                                            |
| 3                                          | 27 maart 2018                              | Nigeria – Servië                           | 0 – 2                                      | Vriendschappelijk                          |                                            |                                            |
| 4                                          | 28 mei 2018                                | Nigeria – Congo-Kinshasa                   | 1 – 1                                      | Vriendschappelijk                          |                                            |                                            |
| 5                                          | 2 juni 2018                                | Engeland – Nigeria                         | 2 – 1                                      | Vriendschappelijk                          |                                            |                                            |
| 6                                          | 6 juni 2018                                | Nigeria – Tsjechië                         | 0 – 1                                      | Vriendschappelijk                          |                                            |                                            |
| 7                                          | 22 juni 2018                               | Nigeria – IJsland                          | 2 – 0                                      | WK 2018                                    |                                            |                                            |
| Als speler bij FC Twente                   |                                            |                                            |                                            |                                            |                                            |                                            |
| 8                                          | 9 oktober 2020                             | Nigeria – Algerije                         | 0 – 1                                      | Vriendschappelijk                          |                                            |                                            |
| 9                                          | 30 maart 2021                              | Nigeria – Lesotho                          | 3 – 0                                      | AK 2021 kwalificatie                       |                                            |                                            |
| Als speler bij Venezia                     |                                            |                                            |                                            |                                            |                                            |                                            |
| 10                                         | 19 januari 2022                            | Guinee-Bissau – Nigeria                    | 0 – 2                                      | AK 2021                                    |                                            |                                            |
| Als speler bij Empoli                      |                                            |                                            |                                            |                                            |                                            |                                            |
| 11                                         | 10 september 2023                          | Nigeria – Sao Tomé en Principe             | 6 – 0                                      | AK 2023 kwalificatie                       |                                            |                                            |
| 12                                         | 13 oktober 2023                            | Saoedi-Arabië – Nigeria                    | 2 – 2                                      | Vriendschappelijk                          |                                            |                                            |

Bijgewerkt op 18 juli 2024.